# Farúk I.
Farúk I. (arabsky:فاروق الأول Farúk al-Awwal, 11. února 1920, Káhira – 18. března 1965, Řím) byl předposledním egyptským a súdánským králem v letech 1936–1952. Byl desátý vládce z dynastie Muhammada Aliho. Na trůn nastoupil po svém otci Fuadovi I. Byl považován za prvního původem egyptského panovníka po tisíciletí i přes své smíšené kořeny.

## Život
Budoucí král Farúk se narodil 11. února 1920 tehdejšímu egyptskému sultánovi (později králi) Fuadovi I. a jeho ženě královně Nazli Sabri jako jejich prvorozený a jediný syn, nebyl však nejstarším dítětem krále.
Před smrtí svého otce studoval na Královské vojenské akademii ve Woolwich v Anglii. Když jeho otec náhle 28. 4. 1936 zemřel, stal se mladý a ještě nedospělý Farúk králem. Tou dobou pobýval v Londýně.

## Vláda
Farúk se stal králem již v 16 letech, kdy byl ještě nedospělý, a tak za něho v období 28. duben 1936 – 29. červenec 1937 vládli regenti. Stal se prvním panovníkem v dějinách Egypta, který uskutečnil projev v rozhlase.
Byl svržen při egyptské revoluci roku 1952 a byl nucen odstoupit v prospěch svého novorozeného syna Ahmeda Fuada. Ten se tak jako sedmiměsíční dítě stal králem Fuadem II. (*16. ledna 1952) a odjel do exilu s otcem. Farúk I. zemřel v exilu v Itálii v Římě 18. března 1965. Jeho sestra Fawzia Shirin byla první manželkou íránského šáha Muhammada Rezá Pahlavího.

### Zajímavost
Farúk byl kleptoman, prý kradl vše, co mu přišlo pod ruku, Winstonu Churchillovi odcizil dokonce hodinky a o medaile připravil i mrtvolu íránského Šáha Rezy Pahlaví.[zdroj?]
Z počátku vlády býval král Farúk štíhlý, ale později hodně přibral. Jeho záliba v jídle mu způsobila nebezpečnou obezitu, vážil téměř 136 kg.

## Tituly a vyznamenání
Jeho plný titul byl "Jeho Veličenstvo Farúk I., z milosti Boží, král Egypta a Súdánu, vládce Núbie, Kordofánu a Darfúru."